# Марк Попіллій Ленат (консул 359 року до н. е.)
Марк Попі́́ллій Лена́т (лат. Marcus Popillius Laenas, ? — після 348 до н. е.) — політичний та військовий діяч часів Римської республіки, чотири рази вибраний консулом.

## Життєпис
Походив з впливового плебейського роду Попіліїв. Про молоді роки немає відомостей. Його батько був його повним тезкою. 
У 364 році до н. е. став еділом. Під час своєї каденції провів перші в історії Риму Театральні ігри. У 359 році до н. е. його обрано консулом разом з Гнеєм Манлієм Капітоліном Імперіосом. Під час своєї каденції завдав рішучої поразки тібуртінам, що мали намір раптово атакувати Рим. Після цього завдав поразку війську міста-держави Тарквінії.
У 356 році до н. е. його вдруге обрано консулом, цього разу разом з Марком Фабієм Амбустом. Разом із колегою успішно воював проти тібуртінів. У 350 році до н. е. втретє його обрано консулом, цього разу разом з Луцієм Корнелієм Сципіоном. Під час своєї каденції успішно діяв проти галлів у Піцені. За це отримав від сенату тріумф.
У 348 році до н. е. вчетверте його обрали консулом (разом з Марком Валерієм Максимом Корвом). У цей час консули уклали мирний договір із Карфагеном щодо розподілу сфери впливу й торгівлі у західному Середземномор'ї. З того часу про подальшу долю Марка Попіллія Лената згадок немає.